# Cyriel Verleyen
Cyriel Maria Verleyen (Baasrode, 4 november 1914 - Bonheiden, 13 januari 1983) was een bekend Vlaams auteur van voornamelijk kinder- en jeugdboeken.

## Levensloop
Verleyen was een man van het onderwijs, eerst als lesgever, nadien als inspecteur. Hij wijdde een aantal leerboeken aan het goed aanleren van het Nederlands.
In 1953 stichtte hij de boekenreeks Histoflash, historische verhalen voor de jeugd, met een pedagogisch verantwoorde inhoud.
Hij werd een vaste medewerker van de uitgeverij Altiora bij de abdij van Averbode, vooral bekend van het weekblad Zonneland en van de Vlaamse Filmkens-reeksen. Hij werkte ook veel voor de nationale radio-omroep door het schrijven van talrijke luisterspelen. Hij schreef ook onder het pseudoniem C. Van Rode en J. Van der Schelde 
Zijn populariteit was groot, in overeenstemming met zijn aanzienlijke literaire productie. Onder zijn kinderen waren er een paar die hem opvolgden in het schrijven en publiceren:
- Karel Verleyen (1938-2006), jeugdschrijver.
- Frans Verleyen (1941-1997), hoofdredacteur en directeur van het weekblad Knack.
- Misjoe Verleyen, journaliste.

## Publicaties
De literaire productie van Cyriel Verleyen was aanzienlijk. Hierna volgt een (groot) deel van zijn publicaties.
- Van Bibbel, Bobbel en Babbel en al de beroerde dingen die zij beleven, De Kinkhoren, Brugge, 1943.
- De roemrijke daden van Bommetje en Spillebeen, De Kinkhoren, Brugge, 1944.
- Hansje en het geheim van de dieren, De Kinkhoren, Brugge, 1945.
- Mijnheer Teddy maakt kabaal, De Kinkhoren, Brugge, 1948.
- De kabouter in de kooi, Van In, Lier, 1952.
- Duimpje op grote vaart, De Sikkel, Oostmalle, 1952
- Duimpjes avontuurlijke reis
- Meneer Arie heeft honger
- De dokter van de keizer, 1953.
- De kleine foerier. Hendrik Conscience in de Omwenteling van 1830, Historische Verhalen, jg.1 nr. 3, 1953 - onder het pseudoniem C. Van Rode.
- De koning kan niet slapen, 1954.
- De heerlijkheid van Salomon, luisterspel, NIR, Brussel, 1955.
- De ontvoerde koorknaap. Het leven van Orlandus Lassus, 1955.
- Dootje in het domme dorp, Altiora, Averbode, 1955.
- Een rieten mandje op de Nijl, luisterspel, NIR, Brussel, 1955.
- Jacob, de gezegende, luisterspel, NIR, Brussel, 1955.
- Van slaaf tot onderkoning, luisterspel, NIR, Brussel, 1955.
- Isaias, luisterspel, NIR, Brussel, 1956.
- Leve prins Filips!, 1956.
- Terug uit ballingschap. Bijbelse verhalen, luisterspel, NIR, Brussel, 1956.
- Met de Belgica naar de Zuidpool, 1957. - onder het pseudoniem J. van der Schelde.
- Schipbreukeling op Zante, 1957.
- Bernadette Soubirous, luisterspel, NIR, Brussel, 1958.
- De bloem die alleen maar een hemdje had, luisterspel, NIR, Brussel, 1958.
- De nieuwe kleren van de keizer, luisterspel, Brussel, 1958.
- De onbekende God, luisterspel, NIR, Brussel, 1958.
- Een kroon voor Karel de Stoute, 1958.
- Een man die Saulus heette, luisterspel, NIR, Brussel, 1958.
- Gekruisigd met het hoofd omlaag, luisterspel, NIR, Brussel, 1958.
- Gummarus, vader van zijn volk, luisterspel, NIR, Brussel, 1958.
- Kalief ooievaar, een sprookje, NIR, Brussel, 1958.
- Karel de Goede, luisterspel, NIR, Brussel, 1958.
- Ook de heidenen..., luisterspel, NIR, Brussel, 1958.
- Zilver of goud heb ik niet, luisterspel, NIR, Brussel, 1958.
- Wij zijn geen goden, luisterspel, NIR, Brussel, 1958.
- Pieter Pauwel Rubens, luisterspel, NIR, Brussel, 1959.
- Boemba, 1960.
- Meester Rembert Dodoens, 1960.
- De rijke koning, luisterspel, NIR, Brussel, 1961.
- Een hofmeier wordt koning, luisterspel, NIR, Brussel, 1961.
- Ik was blind en kan weer zien, luisterspel, NIR, Brussel, 1961.
- Verdeel en heers, luisterspel, NIR, Brussel, 1961.
- Vijf broden en twee vissen, luisterspel, NIR, Brussel, 1961.
- Wij hebben tevergeefs gevist, luisterspel, NIR, Brussel, 1961.
- Zulk groot geloof vond ik niet in Israël, luisterspel, NIR, Brussel, 1961.
- Antoon van Dijck, een schilder van prinsen, luisterspel, NIR, Brussel, 1962.
- Filips van Artevelde, 1962.
- Granvelle, bisschop en staatsman, luisterspel, NIR, Brussel, 1962.
- Harlekijntje doet domme dingen, Van In, Lier, 1962.
- Harlekijntje en de dieren, 1962.
- Met de lazarusklep, luisterspel, NIR, Brussel, 1962.
- Onze eerste krant, luisterspel, NIR, Brussel, 1962.
- Quinten Metsijs, luisterspel, NIR, Brussel, 1962.
- Sprookjes uit vijf werelddelen, 1962.
- Wij lijfeigenen, luisterspel, NIR, Brussel, 1962.
- Harlekijntje is er weer!, 1963.
- Harlekijntje is weer bezig, 1963.
- Hoogovens, locomotieven, schepen, 1963.
- Mijn goede tante, 1963.
- De Hemelvaart, luisterspel, NIR, Brussel, 1964.
- Gij zijt Petrus, luisterspel, NIR, Brussel, 1964.
- Het kind Jezus, luisterspel, NIR, Brussel, 1964.
- Het pinksterwonder, luisterspel, NIR, Brussel, 1964.
- Hij is verrezen, luisterspel, NIR, Brussel, 1964.
- Nuk, de boze kabouter, 1964.
- Zingende klokken, 1964.
- Nuk woont op de toren, 1965.
- Leve Nuk
- Van tijd tot tijd. 1. Verhalen uit de Oudheid en de Middeleeuwen, Altiora, Averbode, 1965.
- De ontvoerde koorknaap, De Sikkel, Antwerpen, 1966.
- Een ketterproces in Mechelen, 1966 - onder het pseudoniem C. Van Rode.
- Van tijd tot tijd. 2. Verhalen uit de tijd van burchten, kloosters, Altiora, Averbode, 1966.
- Van tijd tot tijd. 3. Verhalen uit tijden van opstand en oorlog , Altiora, Averbode, 1966.
- Hobbelpaardje Hop, 1967.
- Klontje en Klaartje, 2 delen, 1967.
- Leve prins Filips!, De Sikkel, Oostmalle, 1967.
- Nuk op het orgeltje, 1967.
- Revolutie in Brussel, 1967.
- Van tijd tot tijd. 4. Verhalen uit de nieuwe tijd, Altiora, Averbode, 1967.
- (met Harriet Laurey) De eerste trein, 1969.
- (met Harriet Laurey) De ganzen van het Capitool, 1969.
- Diogenes en zijn ton, 1969.
- (met J. Humblé) Julius Caesar, 1969.
- Colombus ontdekt America, Uitg. Gottman, Haarlem, 1970
- De eerste luchtballon, 1970.
- De Mona Lisa, 1970.
- Suez, een kanaal door de woestijn, 1971.
- De kleine Hendrik, 1972.
- Het licht mag weer branden, De Sikkel, Kapellen, 1972.
- Leer de kinderen lezen, 1972.
- (met A.D. Hildebrand) Verhalen uit de Lage Landen. Deel 1, 1972.
- De boodschap van de onzichtbare, Lier, Van In, 1973.
- (met A.D. Hildebrand) Verhalen uit de Lage Landen. Deel 2, 1973.
- Lach maar liever met Pietje Pennewip, Lannoo, Tielt, 1975.
- Nuk: Nuk de boze kabouter; Nuk woont op de toren; Nuk op het orgeltje; Nuk en de vos; Leve Nuk, 1975.
- Meester Rembert Dodoens, De Sikkel, Oostmalle, 1975.
- Vesalius. Schipbreukeling op Zante, 19756.
- Keizer Karel in San Yuste, De Sikkel, Kapellen, 1976.
- De keizer van Californië, De Sikkel, Kapellen, 1977.
- Driemaal aan de schandpaal, Altiora, Averbode, 1977.
- Händel herboren, 1978.
- Hier is Harlekijntje, 1978.
- Harlekijntje, Lier, Van In, 1978.
- (met J. Struye) Mohammed, 1978.
- De pest in Londen, De Sikkel, Kapellen, 1979.
- Vertel eens wat over Vlaanderen, Davidsfonds, Leuven, 1982, 1985.